# Hans Olofsson
Hans Olofsson, nacido en 1952 en Gotemburgo, es un profesor sueco de astronomía.

## Estudios
Hans Olofsson se graduó en ingeniería eléctrica en la Universidad Tecnológica Chalmers en 1975 y obtuvo su doctorado en el mismo instituto en 1983 con una tesis sobre nubes de gas interestelares y circunestelares. En 1987, fue nombrado lector en radioastronomía en Chalmers. Fue designado profesor de astronomía en la Universidad de Estocolmo en 1993.

## Carrera
Olofsson fue director y jefe del Observatorio Espacial de Onsala desde el 1 de diciembre de 2005 hasta diciembre de 2013 y, al mismo tiempo, se convirtió en profesor visitante en radioastronomía en Chalmers. En febrero de 2007, la Real Academia de las Ciencias de Suecia lo eligió como nuevo miembro en la clase de astronomía y ciencias espaciales, con el número de miembro 1544. Desde 2005 director del Observatorio Espacial de Onsala, el centro nacional sueco de radioastronomía. Estudia los procesos que afectan el ciclo de vida de las estrellas, desde su origen en las nubes de gas cósmicas hasta su muerte cuando se acaba el combustible. El objetivo es comprender esta evolución que siguen la mayoría de las estrellas del universo y el impacto que tiene en la evolución química de las galaxias.